# Eye & I
Eye & I è il primo album in studio del rapper canadese Kardinal Offishall, pubblicato nel 1997.

## Tracce
1. Breakdown (Keep Moving) (feat. Denosh)
2. On wit da Show
3. Da Brown
4. Hint-a-lude
5. Mysteries
6. P.W.O.T. (feat. Afrolistics)
7. My Niah (feat. L.J.)
8. Madmoizellez (feat. Wade O. Brown)
9. Hint-a-lude
10. Make It Happen (feat. Red-1)
11. W.I. Philosophi (feat. Miss Raelene)
12. Sweet Marie (feat. Nicole Sinclair)
13. Bellee Buss (Don't Make Me Laugh)
14. LoLo
15. King of da Hill (feat. Tara Chase)
16. Elle A
17. Jeevin' (Life) (feat. Jully Black)
18. Naughty Dread Pt. II
19. Hint-a-lude
20. Friday Night